# Hermannia nodosa
Hermannia nodosa är en kvalsterart som beskrevs av Michael 1888. Hermannia nodosa ingår i släktet Hermannia och familjen Hermanniidae. Inga underarter finns listade i Catalogue of Life.